# Theilera guthriei
Theilera guthriei är en klockväxtart som först beskrevs av Harriet Margaret Louisa Bolus, och fick sitt nu gällande namn av Edwin Percy Phillips. Theilera guthriei ingår i släktet Theilera och familjen klockväxter. Inga underarter finns listade i Catalogue of Life.